# Tatjana Baranova
Tatjana Baranova (Russisch: Татьяна Баранова) (9 juni 1949) was een Russisch schaatsster.
Op 1 december 1975 behaalde zij destijds het wereldrecord op de 5000 meter op de IJsbaan van Boedapest, met een tijd van 8.51,10. Omdat de ISU tussen 1955 en 1982 de wereldrecords niet erkent, is dit geen officieel wereldrecord.

## Records

### Persoonlijke records
| Afstand    | Tijd    | Datum         | Baan  |
| ---------- | ------- | ------------- | ----- |
| 500 meter  | 44,20   | 16 maart 1979 | Medeo |
| 1000 meter | 1.26,12 | 17 maart 1978 | Medeo |
| 1500 meter | 2.15,21 | 8 april 1978  | Medeo |
| 3000 meter | 4.50,10 | 27 maart 1979 | Medeo |
| 5000 meter | 8.23,59 | 3 april 1978  | Medeo |